# Große Synagoge (Berehowe)

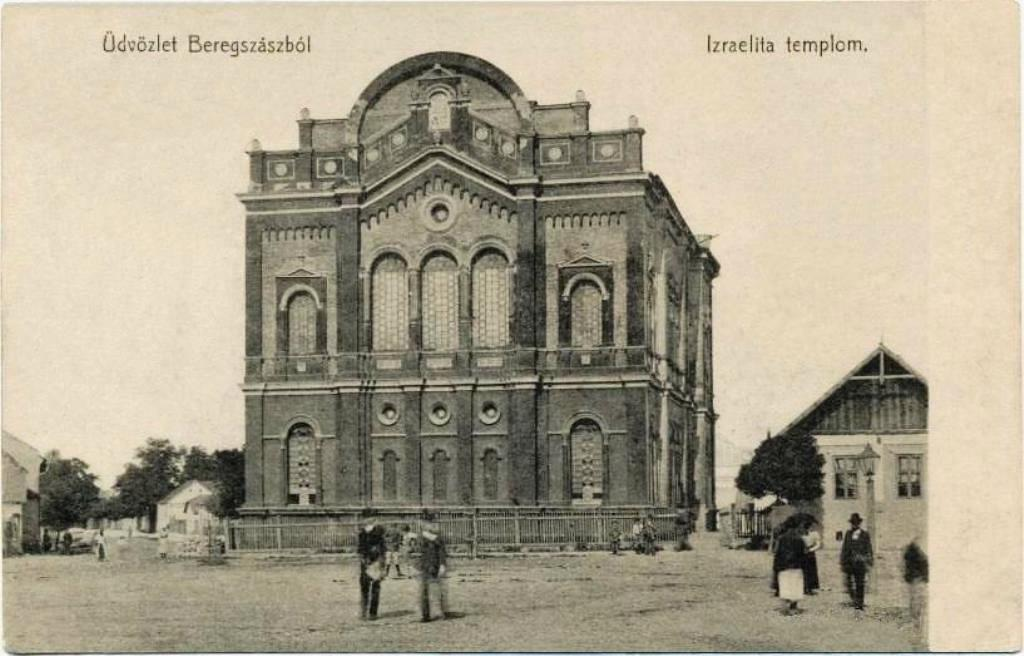
Berehowe Große Synagoge, circa 1900

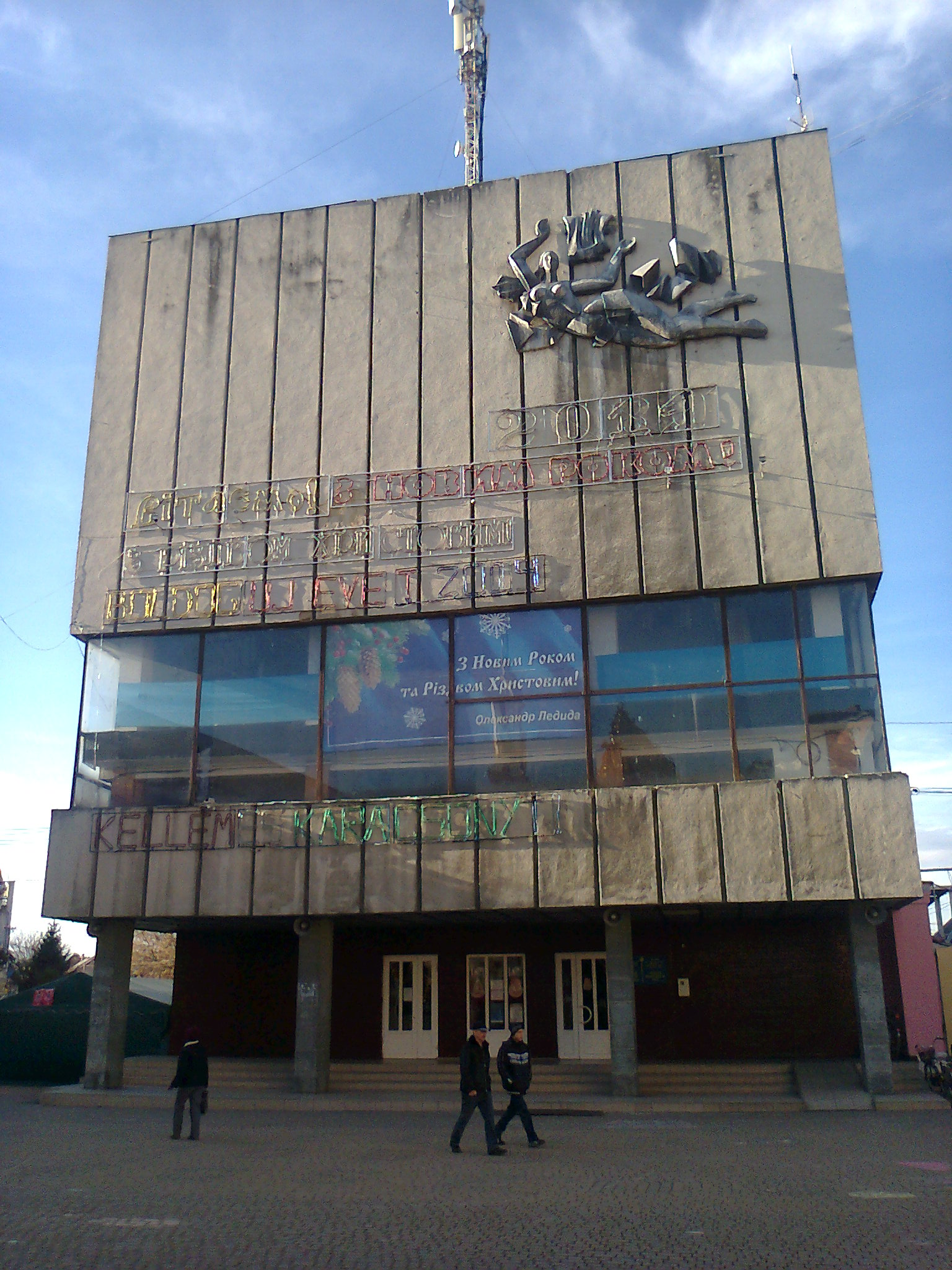
Synagoge nach Umbau

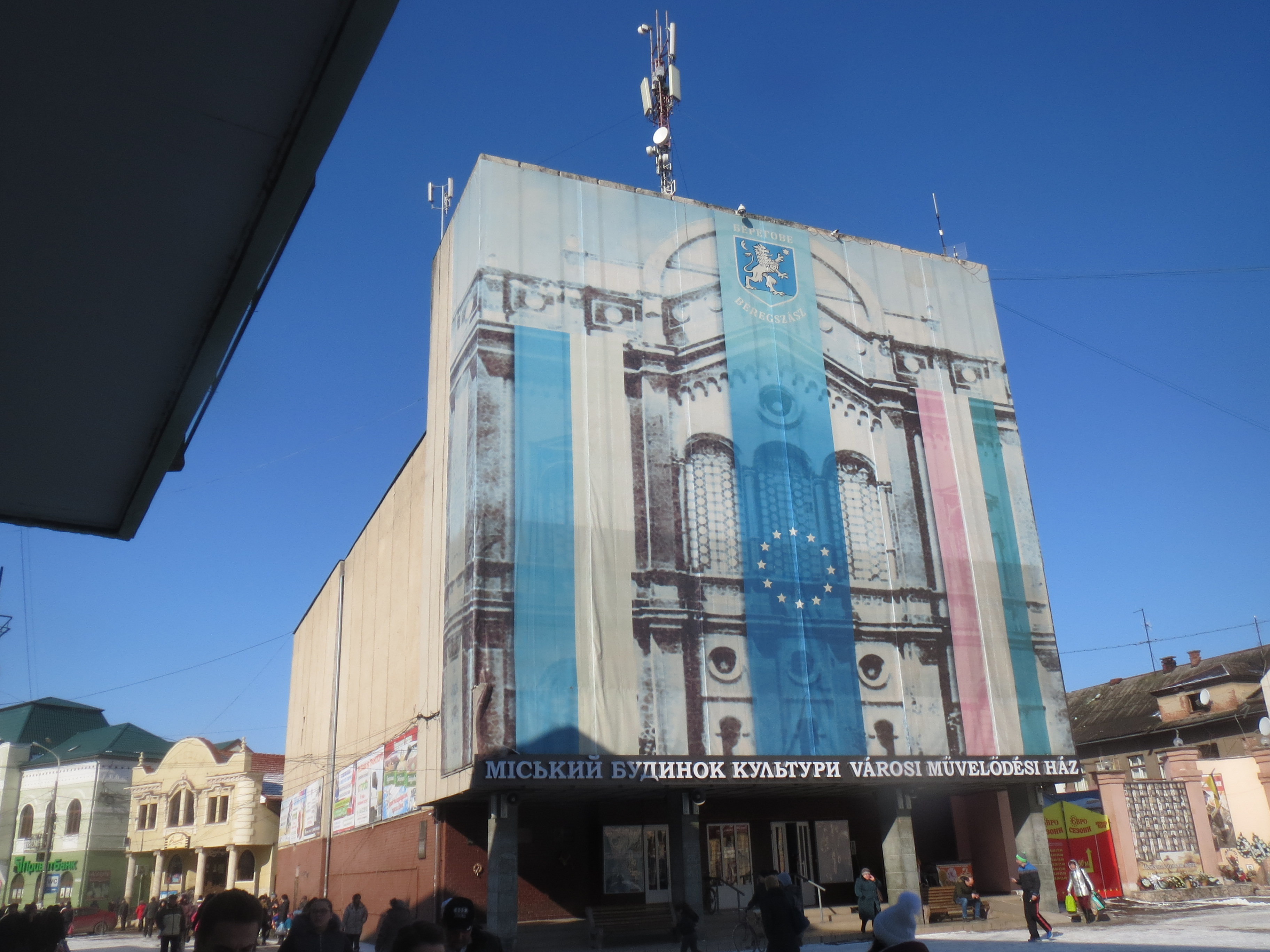
Berehowe, ehemaliger Synagogenbau, verhüllt, März 2018

Die Große Synagoge in Berehowe in der ukrainischen Oblast Transkarpatien wurde im späten 19. Jahrhundert erbaut. Sie wurde im Zweiten Weltkrieg nicht zerstört und bis 1959 als Synagoge benutzt. Danach wurde sie von der Regierung konfisziert und in ein Theater und Kulturzentrum umgebaut. Dabei wurde das gesamte Gebäude mit einer neuen Hülle aus Beton umgeben, so dass man von dem ehemals prachtvollen Bau äußerlich nichts mehr sehen kann. Heute ist die Vorderseite mit einem großen Tuch mit dem Aufdruck der ehemaligen Ansicht der Synagoge verhüllt.